# Projeto de energia nuclear alemão
O Projeto de energia nuclear alemão, também chamado de Uranverein (Clube do Urânio) ou Uranprojekt (Projeto Urânio), foi o esforço clandestino e a tentativa científica liderada pela Alemanha Nazi para desenvolver e produzir armas atômicas durante os eventos de Segunda Guerra Mundial. Este programa começou em abril de 1939, poucos meses após a descoberta da fissão nuclear em janeiro, mas terminou apenas alguns meses mais tarde, devido à invasão alemã da Polônia, onde muitos físicos notáveis foram convocados para o Wehrmacht. No entanto, o segundo esforço começou sob os auspícios administrativos da Wehrmacht da Heereswaffenamt no dia em que a Segunda Guerra Mundial começou (1 de setembro de 1939). O programa eventualmente se expandiu para três esforços principais: a Uranmaschine (reator nuclear), urânio e água pesada, produção e separação do isotópico de urânio. Eventualmente, foi avaliado que a fissão nuclear não iria contribuir significativamente para acabar com a guerra, e em janeiro de 1942, o Heereswaffenamt virou o programa sobre o Conselho de Pesquisa do Reich enquanto continuava a financiar o programa. Neste momento, o programa dividiu-se entre nove institutos principais onde os diretores dominavam a pesquisa e definiam seus próprios objetivos. Naquela época, o número de cientistas que trabalham na fissão nuclear aplicada começou a diminuir, com muitos aplicando seus talentos a demandas de guerra mais exigentes.
As pessoas mais influentes do Uranverein foram Kurt Diebner, Abraham Esau, Walther Gerlach, e Erich Schumann; Schumann foi um dos físicos mais poderosos e influentes na Alemanha. Diebner, ao longo da existência do projeto de energia nuclear, tinha mais controle sobre a pesquisa do que a fissão nuclear do que Walther Bothe, Klaus Clusius, Otto Hahn, Paul Harteck ou Werner Heisenberg. Abraham Esau foi nomeado pelo plenipotenciário Hermann Göring para pesquisa em física nuclear em dezembro de 1942; Walther Gerlach o sucedeu em dezembro de 1943.
A politização da academia alemã sob o regime nacional-socialista tinha conduzido muitos físicos, engenheiros e matemáticos da Alemanha já em 1933. Aqueles da herança judaica que não partiram foram rapidamente expulsos das instituições alemãs, diminuindo ainda mais as fileiras da academia. A politização das universidades, juntamente com as demandas de mão de obra por parte das forças armadas alemãs (muitos cientistas e técnicos foram recrutados, apesar de possuir habilidades úteis), reduziu substancialmente o número de físicos alemães capazes.
No final da guerra, as potências aliadas competiram para obter componentes sobreviventes da indústria nuclear (pessoal, instalações e material), como fizeram com o programa V-2 que foi priorizado pela burocracia estatal alemã e por Hitler em seu desenvolvimento técnico.

## Descoberta da fissão nuclear
Em dezembro de 1938, os químicos alemães Otto Hahn e Fritz Straßmann enviaram um manuscrito para a revista científica Naturwissenschaften ("Ciências Naturais") relatando que havia detectado o elemento bário após o bombardeando de urânio com nêutrons, ao mesmo tempo, eles comunicaram esses resultados para Lise Meitner, que tinha em julho do mesmo ano fugido para a Holanda e depois foi para a Suécia. Meitner e seu sobrinho Otto Robert Frisch, interpretaram corretamente estes resultados como sendo a fissão nuclear. Frisch confirmou experimentalmente em 13 de Janeiro 1939.

## PrimeiroUranverein
Paul Harteck foi diretor do departamento de química física na Universidade de Hamburgo e um assessor do Heereswaffenamt (HWA, Escritório de Artilharia do Exército). Em 24 de abril de 1939, junto com seu assistente de ensino Wilhelm Groth, Harteck fez contato com o Reichskriegsministerium (RKM, Ministério da Guerra do Reich), para alertá-los sobre o potencial de aplicações militares de reações nucleares em cadeia. Dois dias antes, em 22 de abril de 1939, depois de ouvir um papel colóquio por Wilhelm Hanle sobre o uso de urânio de fissão em um Uranmaschine (máquina de urânio, ou seja, reator nuclear), Georg Joos, juntamente com Hanle, notificaram Wilhelm Dames, no Reichserziehungsministerium (REM, Ministério da Educação do Reich), de potenciais aplicações militares da energia nuclear. A comunicação foi dada a Abraham Esau, chefe da seção de física do Reichsforschungsrat (RFR, Conselho de Pesquisa do Reich) no REM. Em 29 de Abril, um grupo organizado por Esaú, reuniram-se no REM para discutir o potencial de uma reação nuclear sustentada em cadeia. O grupo incluía os físicos Walther Bothe, Robert Döpel, Hans Geiger, Wolfgang Gentner (provavelmente enviado por Walther Bothe), Wilhelm Hanle, Gerhard Hoffmann, e Georg Joos, Peter Debye foi convidado, mas não compareceu. Depois disso, o trabalho informal começou na Universidade Georg-August de Göttingen, por Joos, Hanle, e seu colega Reinhold Mannkopff, o grupo de físicos era conhecido informalmente como o primeiro Uranverein (Clube de urânio) e formalmente como Arbeitsgemeinschaft für Kernphysik. O trabalho do grupo foi interrompido em agosto de 1939, quando os três foram chamados para treinamento militar.

### Outra notificação
A empresa industrial Auergesellschaft tinha uma quantidade substancial de "resíduos" de urânio a partir do qual ela havia extraído rádio. Depois de ler um artigo de junho 1939 por Siegfried Flügge, no uso técnico da energia nuclear a partir de urânio, Riehl reconheceu uma oportunidade de negócio para a empresa, e em julho ele foi para o HWA (Heereswaffenamt, Escritório de Ordenança do Exército) para discutir a produção de urânio. O HWA estava interessado nos recursos corporativos comprometidos por Riehl para a tarefa. O HWA acabou por fornecer uma encomenda para a produção do óxido de urânio, que teve lugar na fábrica Auergesellschaft em Oranienburg, ao norte de Berlim.